# Valhallavägen

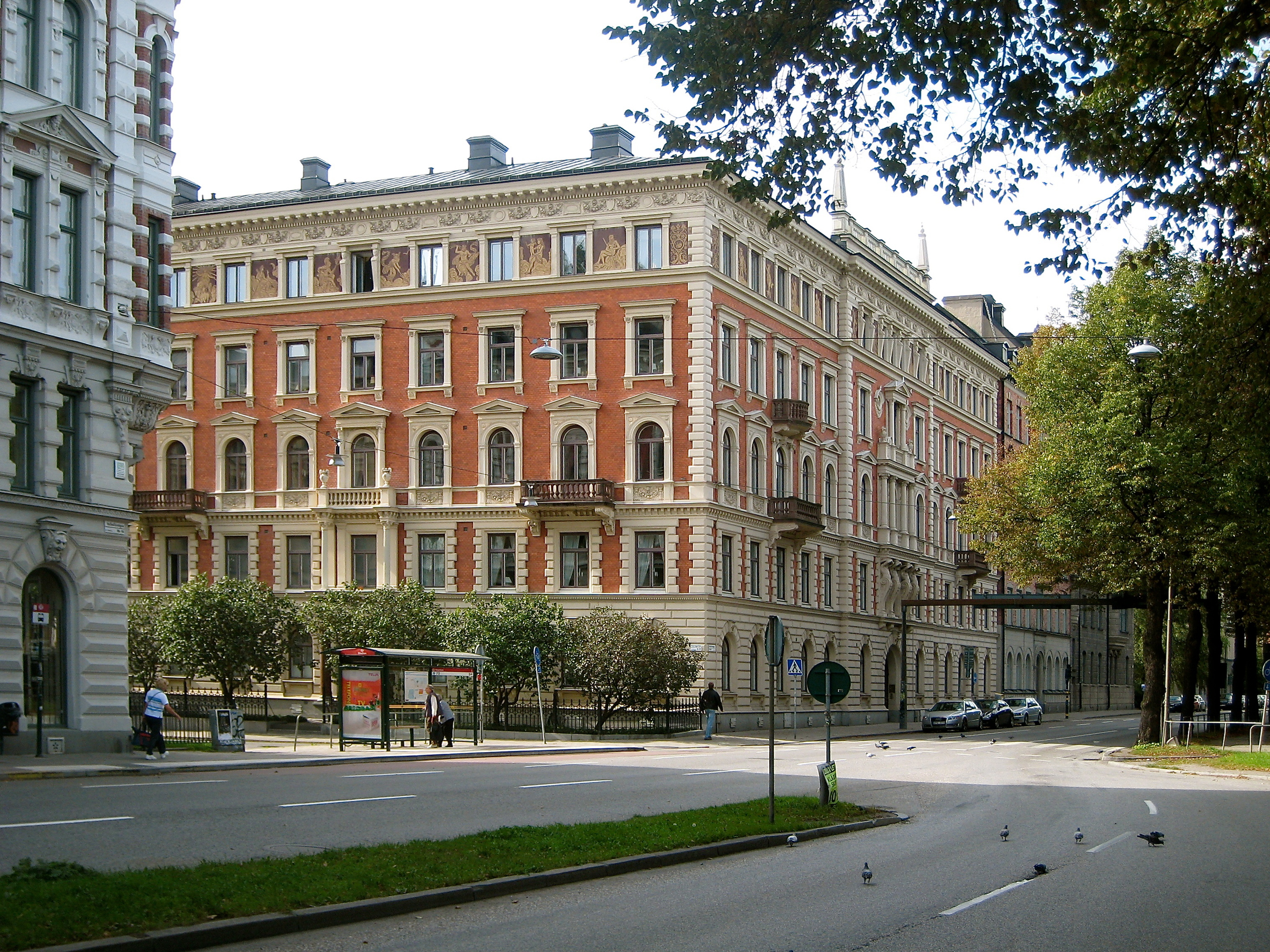
Valhallavägen 92.

Valhallavägen är en gata i nordöstra delen av Stockholms innerstad, huvudsakligen utformad som en esplanad, och som går från Roslagstull till Gärdesgatan. Det är innerstadens längsta gata, 3 532 meter lång. Gatan har kulturhistoriskt värdefull bebyggelse, med bland annat ett stort bestånd av påkostade hyreshus från slutet av 1800-talet liksom värdefulla institutionsbyggnader från 1900-talet.

## Gränser
Gatan utgör gräns för tre stadsdelar. Söder om hela gatan ligger Östermalm. Nordnordost om gatan och östsydöst om Lidingövägen ligger Ladugårdsgärdet (Gärdet). Norr om gatan och västnordväst om Lidingövägen ligger Norra Djurgården.

## Kollektivtrafik
Valhallavägen trafikeras av många busslinjer, såväl innerstadslinjer som förortslinjer. Innerstadslinjerna har hållplatser på Valhallavägen vid Hakberget (linje 72), Värtavägen (linje 1, 4 och 72), Jungfrugatan (linje 1, 54 och 72), Musikhögskolan (linje 4 och 72), Stadion (linje 4, 6 och 72) och Östra station (linje 4, 6, 67 och 72). Linjerna 61 samt 75 passerar också Valhallavägen med närmsta hållplatser vid Odengatan och Körsbärsvägen (linje 61) respektive Sturegatan (linje 75). Från Tekniska Högskolan vid Östra station utgår flera förortslinjer till kommunerna Danderyd, Vallentuna, Österåker, Täby, Vaxholm samt Norrtälje; någon enstaka linje fortsätter till Öregrund i Östhammars kommun, Uppsala län. 
Tunnelbanan har tre stationer med uppgång vid Valhallavägen: Karlaplan, Stadion och Tekniska högskolan.
Roslagsbanans samtliga linjer har ändstation Östra station, som ligger vid korsningen Valhallavägen/Drottning Kristinas Väg.  

## Historik

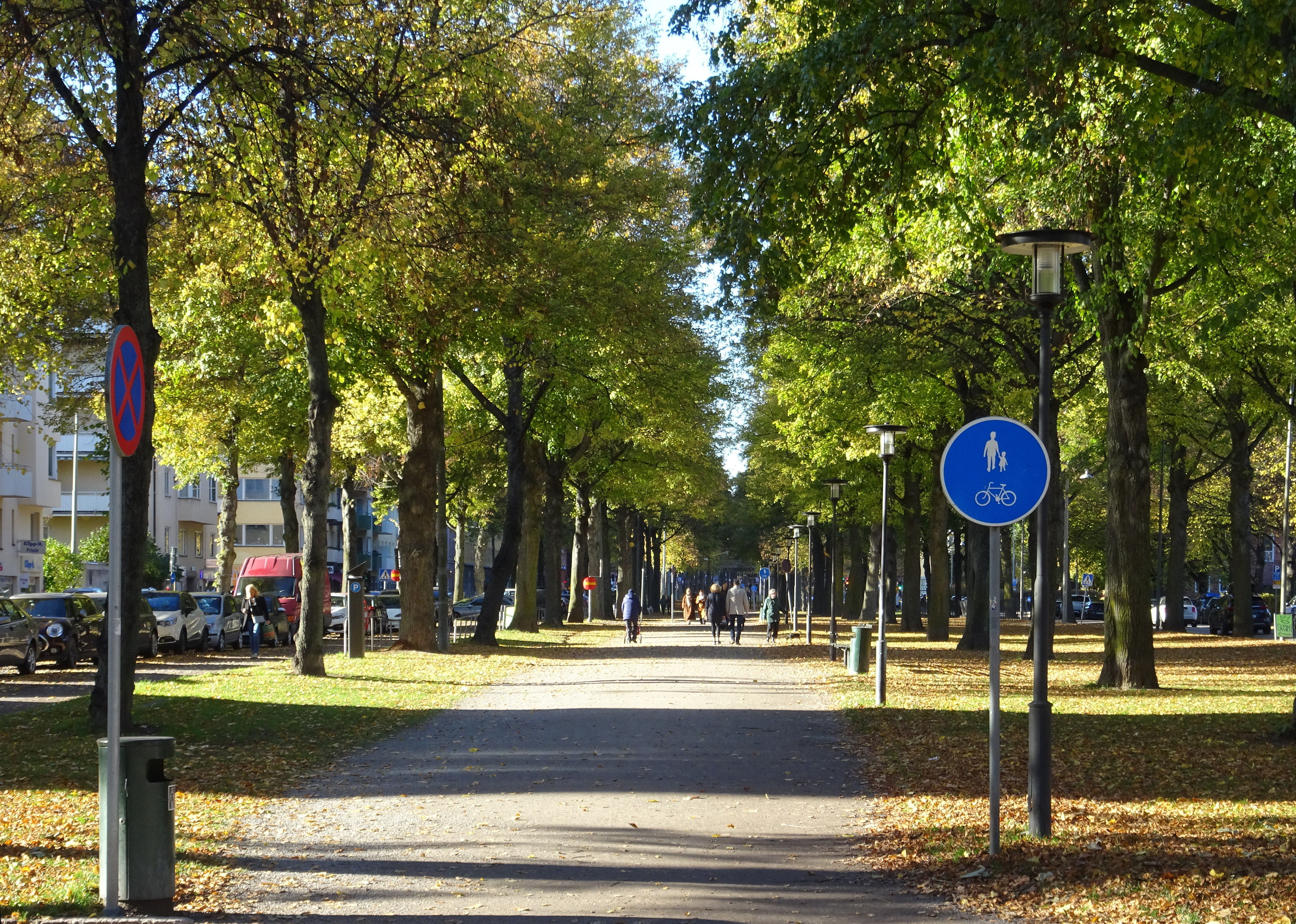
Valhallavägens promenad- och cykelstråk på hösten 2022, vy västerut.

Stadsplaneraren Albert Lindhagen var starkt influerat av fransmannen Georges-Eugène Haussmanns stadsplaner för omdaningen av Paris. 1866 års stadsplan för Stockholm, Lindhagenplanen, hade därför Paris som förebild och visade ett helt system av paradgator, bland andra: Valhallavägen, Sveavägen, Strandvägen, Norr Mälarstrand, Karlbergsvägen, Lindhagensgatan, Odengatan och Ringvägen, men Lindhagens förslag mötte stark kritik, framför allt Valhallavägen. Att bygga en "gränsboulevard" ansågs onödigt där den låg i oländig terräng i stadens ytterkant, men till slut byggdes den ändå. Valhallavägen har fått sitt namn efter Valhall i nordisk mytologi under namnrevisionen i Stockholm 1885. I lokal dialekt uttalas den vanligen med korta a:n i både första och andra stavelsen, vissa uttalar inte alls "h".
Enligt 1960 års trafikledsplan skulle Valhallavägen bli en del av en framtida ringled med hög kapacitet och därmed avlasta stadens gatunät. Ringen skulle utgöras av Essingeleden, Norra länken, Valhallavägen, Österleden och Södra länken. Valhallavägen skulle ha motorvägsstandard med fyra körfiler. Vid trafikledsplanens tillkomst existerade av den planerade ringleden endast Valhallavägen och den förutsattes bli väsentligt ombyggd. Ingen del förlades enligt dessa planer i tunnlar.

## Miljö

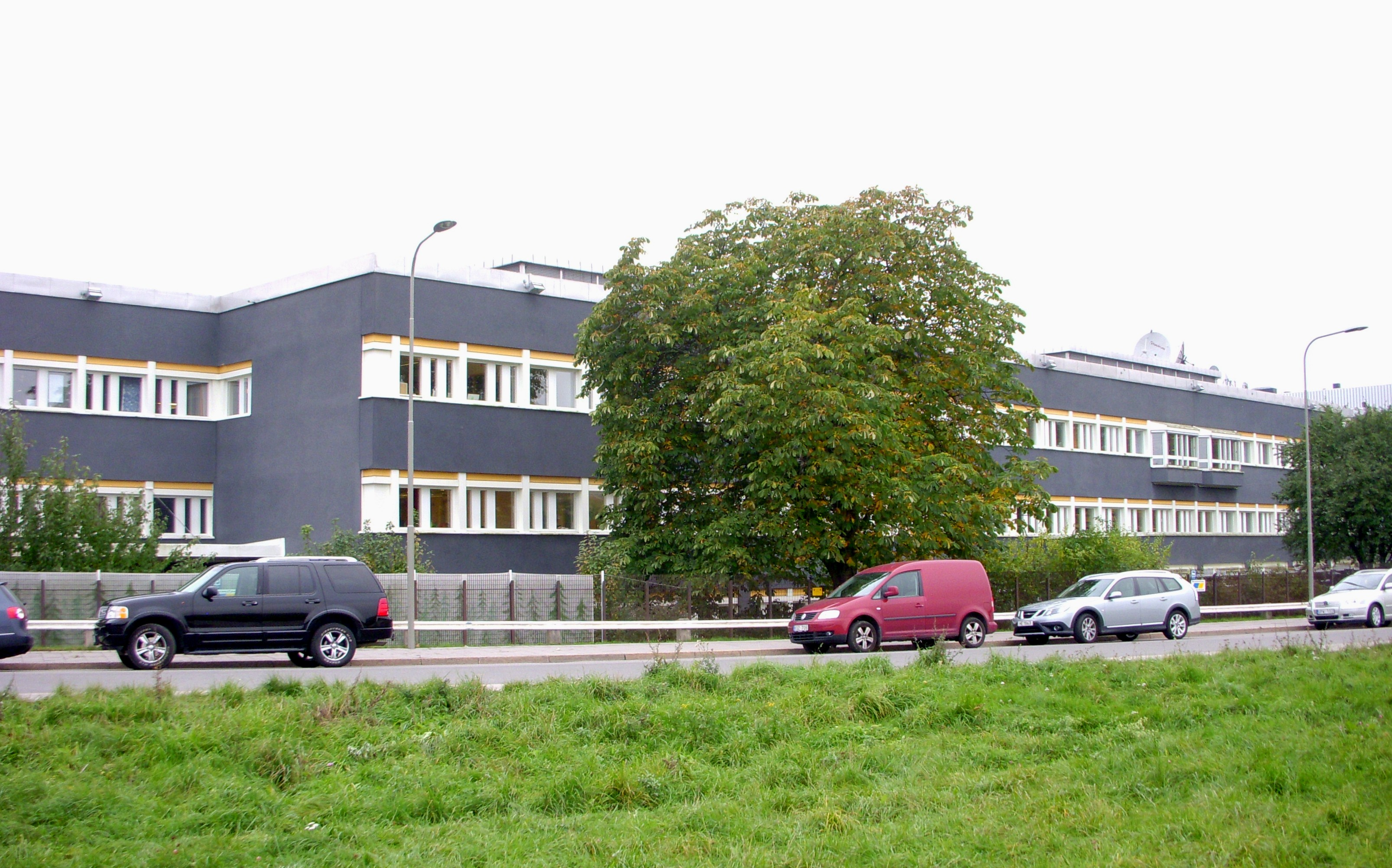
Valhallavägens östra avsnitt med TV-huset.

Delar av Valhallavägen är hårt trafikerade. I och med bygget av Norra länken hoppades Trafikverket att trafiken skulle minska med upp till hälften, men minskningen låg under Norra Länkens första året snarare kring 23 %.
Mellan körbanorna på östra delen av Valhallavägen går en allé med en kombinerad gång- och cykelväg. Allén används idag ofta av motionärer som är på väg till eller från Gärdet.
Norr/öster om Valhallavägen ligger bland annat Gärdet, Kungliga Tekniska högskolan, Lill-Jansskogen, Stockholms stadion och Stockholms östra station. Vägen gränsar även mot Lärkstaden.
Längst i öst ändrar Valhallavägen karaktär och blir till en enfilig lokalgata som slutar vid Gärdesgatan i Diplomatstadens norra del. Här begränsas gatan av TV-huset i söder och Gärdet i norr.

## Bebyggelse

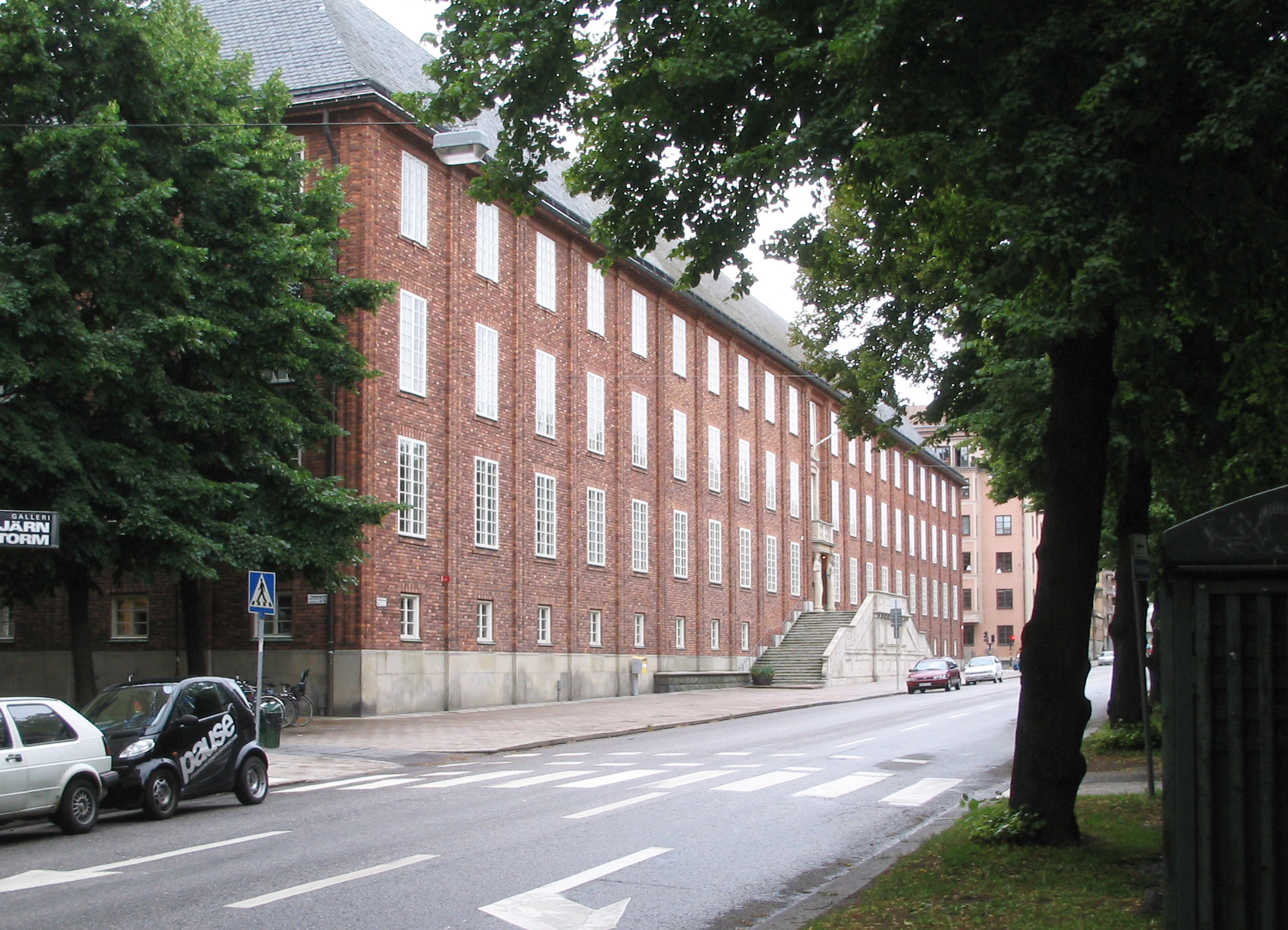
Patent- och registreringsverkets byggnad.

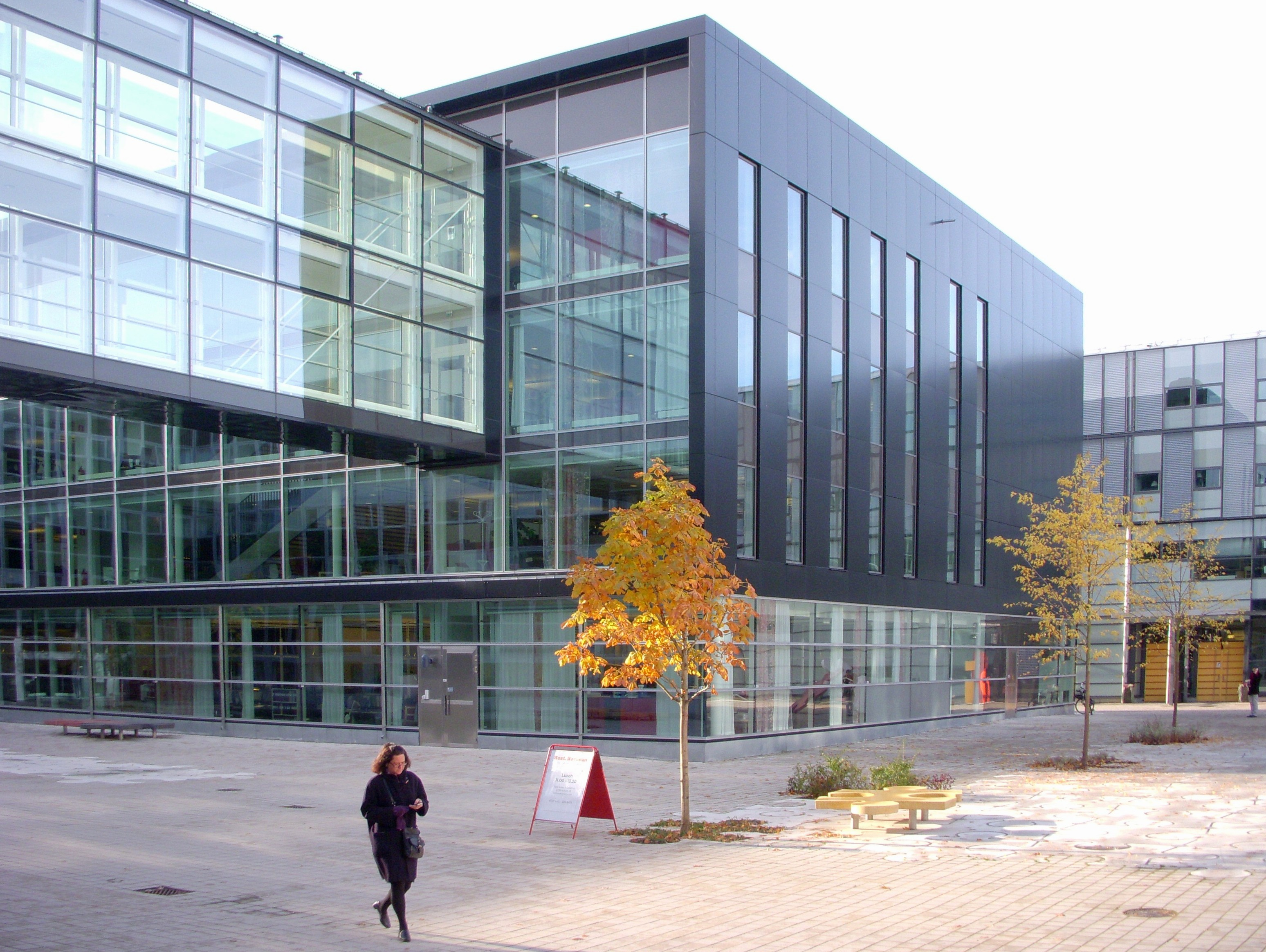
Valhallavägen 191–199, innergård.

År 1877 fastställdes Lindhagens förslag för Östermalm. Stockholm var vid denna tid en starkt expanderade stad vars befolkning under 1880-talet kom att öka med 46 procent och det uppfördes fler hyreshus än någonsin tidigare i stadens historia. Under 1880-talet började också Valhallavägen att bebyggas och påkostade fastigheter uppfördes på den södra sidan av gatan mellan Floragatan och Sibyllegatan. På 1890-talet bebyggdes delar av den södra sidan mellan Surbrunnsgatan och Lill-Jans plan, samt mellan Sibyllegatan och Jungfrugatan.
Arkitekter till de nya påkostade hyreshusen var inspirerade av de nya byggnadsstilar som utvecklades i Berlin och Wien. Husen gavs ofta symmetriska fasader med gips, puts och tegel. Den rådande byggnadsstadgan från 1874 reglerade höjden på husen, men också utformningarna av kvartershörnen. De skulle skäras eller rundas av och markerades ofta på gatan med torn, kupoler och altaner, ibland även med dekorativa balkoner i gjutjärn och eller konststen som vilade på kraftiga kolonner. I flera av husen inreddes konstnärsateljéer, bland annat i nummer 116 där Prins Eugen hade sin ateljé och i nummer 104 där Eugen, Oscar Björck, Sigge Bergström och Ewald Dahlskog arbetat (se fastigheten Älgen 13). Den stora Engelbrektskolan invigdes 1902 för att möta de ökande barnkullarna.
Efter sekelskiftet minskade byggandet på den södra sidan men åren före första världskriget byggdes ett antal enfamiljsbostäder mellan Engelbrektsskolan och Odengatan som en utbyggnad av Lärkstaden, Patent och registreringsverket uppförde sitt huvudkontor 1916–1921, i samband med att Gärdet bebyggdes skapades nya bostadshus i den östra delen och på 1970-talet tillkom bebyggelsen i kvarteret Fältöversten.
På den norra sidan finns Svea artilleriregemente som i stort sett var färdigbyggt när gatan skapades. Östra station tillkom 1885, Sophiahemmet 1889 och Stockholms stadion 1912. Därefter har flera institutioner tillkommit på gatan. På den norra sidan finns Kungliga Tekniska högskolan (1917–1922), Gärdesskolan (1945) och Kungliga Musikhögskolan (1956).
Bebyggelsen öster om Erik Dahlbergsgatan utgjorde till en början regementets övningsområde, men reglerades i 1929 års stadsplan var med området norr om gatan och vid Tessinparken kunde börja bebyggas.
I slutet av Valhallavägens allédel ligger på norra sidan ett stort byggnadskomplex med adress 191–199 (se Valhallavägen 191–199). Det uppfördes 1959 efter ritningar av Gösta Åbergh och var Konstfacks plats fram till 2004. Om byggnaden skriver arkitekturhistorikern Fredric Bedoire bland annat "...en av Stockholms vackraste byggnader från 1950-talet, med långsträckta byggnadskroppar grupperade kring gårdar." Idag har flera organisationer kontor i byggnaderna, bland annat Naturvårdsverket och Sida. Flera byggnader är blåmärkta av Stadsmuseet i Stockholm vilket är den högsta klassen och innebär "att bebyggelsen bedöms ha synnerligen höga kulturhistoriska värden".

## Byggnader och platser längs Valhallavägen i urval

### Byggnader
I byggnadernas husnummer-ordning:
| Bild | Artikelnamn                              | Valhallavägen nr | Typ (ursprunglig användning) | Kort beskrivning |
| ---- | ---------------------------------------- | ---------------- | ---------------------------- | --- |
|      | Tofslärkan 8                             | 58               | Gymnastikinstitut            | Huset uppfördes för Arvedsons gymnastikinstitut 1911 och ritades av arkitekten Albin Brag och försågs med gymnastiksal och omklädningsrum i bottenvåningen. Idag (2010) finns en ögonklinik i huset. |
|      | Tofslärkan 9                             | 60               | Enfamiljsbostad              | Huset uppfördes som bostad för John Klingspor, major vid Svea livgarde, enligt Thor Thoréns ritningar. Huvudentré mot Tyrgatan |
|      | Trädlärkan 5                             | 62               | Enfamiljsbostad              | Huset uppfördes som stadsvilla 1910-1912 av byggmästaren Gustaf Alfred Johansson för uthyrning. Sedan 1956 ägs fastigheten av Österrikes ambassad i Stockholm och är ambassadörens residens. |
|      | Trädlärkan 6                             | 64               | Enfamiljsbostad              | Byggnaden uppfördes ursprungligen 1909-1910 som ett enfamiljshus efter arkitekt Erik Hahrs ritningar. I byggnaden hade bland andra konstnärerna Nils Asplund, Arthur Sjögren och Endre Nemes sina ateljéer. Inrymmer sedan 2003 Schweiz ambassad i Stockholm. |
|      | Sånglärkan 5                             | 66               | Enfamiljsbostad              | Villan i hörnet Sköldungagatan 10 / Valhallavägen 66 uppfördes 1909–1910 efter ritningar av arkitektkontoret Dorph & Höög och byggdes av byggmästaren Anders Törner. I huset bodde bland andra Rudolf Ahlsell och Wolmar Fellenius. |
|      | Sånglärkan 6                             | 68               | Enfamiljsbostad              | Arkitekten, och sedermera Stockholms förste stadsplanedirektör, Per Olof Hallman ritade och uppförde denna byggnad som sin egen bostad i det område; Lärkstaden som han själv planerat. |
|      | Piplärkan 7                              | 70               | Enfamiljsbostad              | Byggnaden uppfördes ursprungligen 1910–1911 som ett enfamiljshus av och för arkitekten Erik Josephson. Josephson inredde huset i 1700-talsstil med hjälp av återanvända delar från rivna byggnader, bland annat dörröverstycken från det gamla Gustavianska operahuset. Inrymmer idag (2010) Serbiens ambassad i Stockholm.                                                                   |
|      | Piplärkan 8                              | 74               | Enfamiljsbostad              | Byggnaden uppfördes ursprungligen 1909-19 som ett enfamiljshus efter arkitekt Torben Gruts ritningar. Inrymmer idag (2010) Libyens ambassad i Stockholm. |
|      | Stockholm Östra                          | 75–77            | Järnvägsstation.             | Stockholms östra station (även kallad Stockholm Östra, och Östra station) är en stationsbyggnad i funkisstil från 1932 ritad av Albin Stark. |
|      | Engelbrektsskolan                        | 76               | Skola.                       | Engelbrektsskolan ritades av Ernst Haegglund och Konrad Elméus och invigdes 1902 av Oscar II. Skolan är fortfarande i bruk. |
|      | Kungliga Tekniska högskolan              | 79               | Högskola.                    | Tekniska högskolans första lokaler vid Valhallavägen invigdes 1914 och ritades av Erik Lallerstedt i nationalromantisk stil. Sedan dess har högskolans campus kontinuerligt vuxit sig större norr om Valhallavägen. |
|      | Sophiahemmet                             | 91               | Sjukhus.                     | Sophiahemmet är ett privat sjukhus som grundades 1889 som är uppkallat efter drottning Sofia. På sjukhusområdet ligger även Solhemmet som var sophiasystrarnas ålderdomshem. |
|      | Granen 14                                | 92               | Bostadshus.                  | Granen 14 är ett bostadshus som uppfördes 1888–1889 efter ritningar av Johan Laurentz. Huset är ett av Stockholms mer påkostade och välbevarade sekelskifteshus med många kulturhistoriskt värdefulla detaljer från byggtiden, bland annat de fyra atlanter som bär upp ett av burspråken mot Valhallavägen, och ett antal andra statyer som är placerade på fasaden samt sgraffitomålningar. |
|      | Björken 18                               | 94–96            | Bostadshus.                  | Björken 18 är ett av Stockholms bäst bevarade exempel på 1880-talets putsarkitektur. I likhet med flera hus på Valhallavägen kombinerat med rött tegel. Huset uppfördes 1885–1886 efter ritningar av Fredrik Dahlberg. Det är idag ett byggnadsminne. |
|      | Stockholms stadion                       | 95               | Idrottsarena.                | Stockholms stadion byggdes för de olympiska spelen 1912 och ritades av Torben Grut. |
|      | Älgen 13                                 | 104              | Bostadshus/ateljé.           | Älgen 13 uppfördes 1887–1888 och ritades av Johan Laurentz som bostadshus med ateljévåning högst upp. Bland konstnärerna som verkat i ateljén finns Prins Eugen, Oscar Björck, Sigge Bergström och Ewald Dahlskog. |
|      | Kungliga Musikhögskolan                  | 105              | Högskola.                    | Kungliga musikhögskolan förfogar över ett antal byggnader norr om Valhallavägen i hörnet med Lidingövägen. Ansvariga arkitekter är AIX Arkitekter genom Tobias Rosberg och Margareta Källström. Den nya campus inflyttningsfest för allmänheten skedde i februari 2017. |
|      | Svea Fanfar                              | 113              | Bostäder                     | Tidigare Musikhögskolans Hus B blir bostäder med referenser till 20-talsklassicismen. Arkitektoniska utformningen svarar Brunnberg & Forshed (2014) |
|      | Bävern 20                                | 116              | Bostadshus/ateljé.           | Bostadshus uppförd 1888-89 efter osignerade ritningar. Högst upp inreddes 1889 en ateljévåning för prins Eugen med ett stort ateljéfönster mot gatan. Senare hade Olof Ahlberg sin ateljé i huset. |
|      | Kvarteret Svea artilleri                 | 117              | Regemente.                   | Svea artilleriregemente flyttade in i de nybyggda kasernerna 1877 och stannade där till 1946. Husen uppfördes innan gaturegleringen i området var färdig, och ligger något nedsänkta i förhållande till gatan. Kasernerna ritades av Ernst Jacobsson. |
|      | Patent- och registreringsverkets byggnad | 136              | Ämbetsverk.                  | Patent- och registreringsverkets huvudkontor i kvarteret Uppfinnaren uppfördes 1916-21 efter ritningar av Ragnar Östberg. Efter andra världskriget förlängdes huset fasad mot Valhallavägen (arkitekter Ernst Hawerman och Nils G:son Friberg) så att den kom att uppta hela kvarteret, de nya delarna har samma fasad som den ursprungliga delen och är knappt urskiljbara.                  |
|      | Paraden 2–10                             | 143–145          | Bostäder                     | Arkitekten Cyrillus Johansson svarade för gestaltningen av kvarteret Paraden (med undantag av Paraden 1). Det nya bostadskvarteret på Gärdet uppfördes 1932. |
|      | Paraden 1                                | 147              | Bostäder/f.d. biograf.       | Detta funktionalistiska hus ritades av arkitekten Björn Hedvall. 1932 stod det färdigt och huserade biografen Paraden i bottenvåningen. |
|      | Högvakten 1                              | 149              | Bostäder                     | Stadshusarkitekten Ragnar Östberg signerade ritningarna för huset som stod klart för inflyttning 1932. |
|      | Fältöversten                             | 152              | Bostäder/köpcentrum.         | Fältöversten är ett kombinerat köpcentrum och bostadskvarter mellan Valhallavägen och Karlaplan. Kvarteret byggdes i början av 1970-talet. |
|      | Gärdesskolan                             | 175              | Grundskola.                  | Skolan invigdes 1945 som Gärdets folkskola. Byggnaderna ritades av Paul Hedqvist. |
|      | Dramatiska Institutet                    | 189              | Högskola.                    | Dramatiska institutet flyttade 2004 in i ett nybyggt hus i anslutning till Konstfack forna campus. |
|      | Valhallavägen 191–199                    | 191–199          | Högskola.                    | Konstfack flyttade 1959 till Valhallavägen till ett campus ritat av Gösta Åbergh. Konstfack stannade där till 2004, då skolan flyttade till Telefonplan. Idag har flera organisationer kontor i byggnaderna, bland annat Naturvårdsverket och Sida. Fasaderna är kulturminnesmärkta.[källa behövs]                                                                                            |

### Parker och andra platser
I anslutning till gatans början vid Roslagstull ligger Bellevueparken som är en del av Kungliga nationalstadsparken. I korsningen mot Engelbrektsgatan ligger Lill-Jans plan, en mindre plats som omges av äldre hyreshus. Längre österut, i höjd med Fältöversten och Karlaplan, passerar gatan Tessinparkens södra del. Längst i öster slutar gatan vid Ladugårdsgärdet.